# Облызни
Облызни (укр. облизні) — мелкие сладости из пресного теста с начинкой. Традиционное блюдо украинской кухни.
Облызни делают из пресного теста, используя сыворотку и пшеничную муку. Для начинки берут орехи или сухофрукты. Из тонкого теста делают маленькие кружочки, как на вареники, кладут начинку, залепляют и обжаривают на горячей сковороде в большом количестве жира до золотистого цвета. Готовые поливают мёдом или посыпают сахарной пудрой.
Вместо сыворотки можно использовать домашний квас или маслянку.